# Chrosioderma havia
Chrosioderma havia là một loài nhện trong họ Sparassidae.
Loài này thuộc chi Chrosioderma. Chrosioderma havia được miêu tả năm 2005 bởi Silva.